# Política de Azerbaiyán

Logotipo de la Asamblea Nacional de Azerbaiyán.

La política de Azerbaiyán es el conjunto de condiciones y administrativas que las leyes de Azerbaiyán dictan para el funcionamiento que los órganos legislativos consideran apto para el país.
Azerbaiyán es una república semipresidencialista. El presidente es elegido por el pueblo para un período de 5 años.
El poder legislativo está en manos de la Asamblea Nacional, un organismo unicameral elegido por sufragio universal para un período de 5 años y que consta de ciento veinticinco miembros.
La mayoría de edad está establecida en 18 años. La religión está separada del Gobierno y la ley garantiza la libertad de culto.

## Historia política
En 1990, el Consejo Supremo de la RSS de Azerbaiyán retiró las palabras "Socialista Soviética" del nombre oficial del país; aprobó la Declaración de Soberanía de la República de Azerbaiyán y restauró la bandera de la República Democrática de Azerbaiyán. El 8 de septiembre de 1991 fue elegido un presidente en elecciones nacionales.
El 18 de octubre de 1991, del Consejo Supremo de Azerbaiyán adoptó una declaración de independencia que fue afirmada por un referéndum nacional en diciembre siguiente cuando la Unión Soviética se disolvió oficialmente. Los primeros años de independencia fueron eclipsados por la Guerra de Nagorno Karabaj, en la que la población armenia de esta región pretendía la separación de Azerbaiyán y la unión a Armenia. Al final de las hostilidades en 1994, Azerbaiyán perdió el control de hasta el 16% de su territorio, incluidos los de Nagorno Karabaj, que se constituyeron en la República de Nagorno Karabaj. En 1993 el presidente fue derrocado por una insurrección militar que se tradujo en la llegada al poder del exlíder soviético de Azerbaiyán.
Ilham Aliyev sucedió a su padre como Presidente en 2003.

### Derechos humanos
En materia de derechos humanos, respecto a la pertenencia a los siete organismos de la Carta Internacional de Derechos Humanos, que incluyen al Comité de Derechos Humanos (HRC), Azerbaiyán ha firmado o ratificado:
| Azerbaiyán | Tratados internacionales | Tratados internacionales | Tratados internacionales | Tratados internacionales | Tratados internacionales | Tratados internacionales | Tratados internacionales | Tratados internacionales | Tratados internacionales | Tratados internacionales | Tratados internacionales | Tratados internacionales | Tratados internacionales | Tratados internacionales | Tratados internacionales | Tratados internacionales | Tratados internacionales | Tratados internacionales |
| --- | --- | ------------------------ | --- | --- | --- | --- | ------------------------ | --- | ------------------------ | --- | ------------------------ | --- | ------------------------ | ------------------------ | ------------------------ | --- | ------------------------ | ------------------------ |
| Azerbaiyán | CESCR | CESCR                    | CCPR | CCPR | CCPR | CERD | CED                      | CEDAW | CEDAW                    | CAT | CAT                      | CRC | CRC                      | CRC                      | CRC                      | MWC | CRPD                     | CRPD                     |
| Azerbaiyán | CESCR | CESCR-OP                 | CCPR | CCPR-OP1 | CCPR-OP2-DP | CERD | CED                      | CEDAW | CEDAW-OP                 | CAT | CAT-OP                   | CRC | CRC-OP-AC                | CRC-OP-SC                | CRC-OP-CP                | MWC | CRPD                     | CRPD-OP                  |
| Pertenencia | Política de Azerbaiyán ha reconocido la competencia de recibir y procesar comunicaciones individuales por parte de los órganos competentes. | Sin información.         | Política de Azerbaiyán ha reconocido la competencia de recibir y procesar comunicaciones individuales por parte de los órganos competentes. | Política de Azerbaiyán ha reconocido la competencia de recibir y procesar comunicaciones individuales por parte de los órganos competentes. | Política de Azerbaiyán ha reconocido la competencia de recibir y procesar comunicaciones individuales por parte de los órganos competentes. | Política de Azerbaiyán ha reconocido la competencia de recibir y procesar comunicaciones individuales por parte de los órganos competentes. | Sin información.         | Política de Azerbaiyán ha reconocido la competencia de recibir y procesar comunicaciones individuales por parte de los órganos competentes. | Firmado y ratificado.    | Política de Azerbaiyán ha reconocido la competencia de recibir y procesar comunicaciones individuales por parte de los órganos competentes. | Sin información.         | Política de Azerbaiyán ha reconocido la competencia de recibir y procesar comunicaciones individuales por parte de los órganos competentes. | Firmado y ratificado.    | Firmado y ratificado.    | Sin información.         | Política de Azerbaiyán ha reconocido la competencia de recibir y procesar comunicaciones individuales por parte de los órganos competentes. | Firmado y ratificado.    | Firmado y ratificado.    |
| Firmado y ratificado, firmado, pero no ratificado, ni firmado ni ratificado, sin información, ha accedido a firmar y ratificar el órgano en cuestión, pero también reconoce la competencia de recibir y procesar comunicaciones individuales por parte de los órganos competentes. | |                          | | | | |                          | |                          | |                          | |                          |                          |                          | |                          |                          |

### Democracia y corrupción
En el índice de democracia de 167 países de la revista The Economist aparece en el puesto 129, y merece el rótulo de "autoritario" con una puntuación de 3,31 sobre 10. En su informe más reciente, la organización conservadora Freedom House la ha declarado “no libre” (con una puntuación de 6 en el índice de derechos políticos y de 5 en el de libertades civiles, siendo 7 el más autoritario y 1 el más democrático).

## Proyectos sobre la lucha contra la corrupción
Bajo la dirección del Presidente de Azerbaiyán, Ilham Aliyev, se amplió el alcance de medidas de lucha contra la corrupción. Con este fin, en conformidad con la voluntad política del Presidente, fue creada toda la base legislativa necesaria. En particular, el 13 de enero de 2004 se firmó la "Ley de lucha contra la corrupción". También en la Fiscalía General fue creado un órgano especial — El Departamento de lucha contra la corrupción.
En 2004, Azerbaiyán se unió al Grupo internacional de Estados Contra la Corrupción .
El 1 de febrero de 2004 fue creda una organización no gubernamental "Fundación de Lucha contra la Corrupción en Azerbaiyán" para potenciar la lucha contra la Corrupción en Azerbaiyán, así como para evitar acciones que están afectando e impide al desarrollo de la sociedad en general. Por oden de Ilham Aliyev en todos los ministerios y autoridades locales fueron establecidas oficinas de lucha contra la corrupción. El gobierno aumenta el número de empleados públicos que trabajan en esta actividad y son expertos.
Después de esto, fue promulgada la ley "Sobre los procedimientos de declaración de la financiación a los funcionarios públicos" (2005) y una serie de otras leyes. Desde 2004 hasta 2006 en el país existía el Programa Estatal de Lucha Contra la Corrupción, y en 2007-2010 funcionaba la "Estrategia nacional de lucha contra la corrupción y aumento la transparencia" 
La República de Azerbaiyán se unió a un Acuerdo "Sobre establecimiento de la Academia Internacional contra la corrupción como una organización Internacional" y se convirtió en miembro de pleno derecho de esta estructura.
Azerbaiyán se unió a todas las iniciativas internacionales de lucha contra la corrupción. En Azerbaiyán entró en vigor la convención de las Naciones Unidas contra la corrupción, la convención del Consejo Europeo "Sobre la responsabilidad penal con respeto a la corrupción" y "Sobre Derecho civil con respeto a la corrupción". Fue creada la Comisión de la lucha contra la corrupción de la República de Azerbaiyán.
Como resultado de trabajos realizados en este ámbito fueron aprobados previstos para el periodo 2012-2015 "Planes Nacionales de acción de promoción de un Gobierno de transparencia y lucha contra la corrupción", fue creada la agencia Estatal de servicios a los ciudadanos e innovacines sociales ante el presidente de la República de Azerbaiyán , el centro" Servicio "ASAN",  con el fin de mejorar la transparencia y la intensificación de la lucha contra la corrupción
El servicio "ASAN xidmət"(servicio ASAN) fue galardonado con el premio de la Organización de las Naciones Unidas por su contribución al desarrollo de la administración pública (2015).
De 20 a 24 de abril de 2015 fue elegido ganador en la primera sesión del Comité de expertos de las Naciones Unidas en la administración pública. Obtuvo el primer lugar por "Perfeccionamiento de prestación de servicios públicos".